# La Vertu d'égoïsme
La Vertu d'égoïsme (titre original : The Virtue of Selfishness: A New Concept of Egoism) est un recueil d'essais publié par la philosophe américaine Ayn Rand et par Nathaniel Branden. Ils avaient été généralement déjà publiés dans The Objectivist Newsletter, une lettre de diffusion du mouvement objectiviste. L'article « Éthique objectiviste » est lui le texte d'une conférence délivrée par Ayn Rand à l'Université du Wisconsin lors d'un colloque sur l'éthique. 
Le livre présente plusieurs idées importantes de la philosophie objectiviste, en particulier la défense de l'égoïsme comme code d'éthique rationnel, l'abandon de l'altruisme, la nature d'un « bon » gouvernement et l'éloge de la raison.

## Éditions françaises
Dans les éditions françaises, la majorité des chapitres ont été retirés, seuls sept (sur dix-neuf dans l'édition originale, plus l'introduction) ont été traduits et publiés.
- Une première version traduite par Marc Meunier a été publiée par Les Belles Lettres en 1993 dans la collection « Iconoclastes »
- Une nouvelle édition a été faite en 2008 par la même maison et préfacée par Alain Laurent dans la collection « Bibliothèque classique de la liberté »[2]